# 穆尚-葉爾湖
56°6′57″N 48°26′2″E / 56.11583°N 48.43389°E

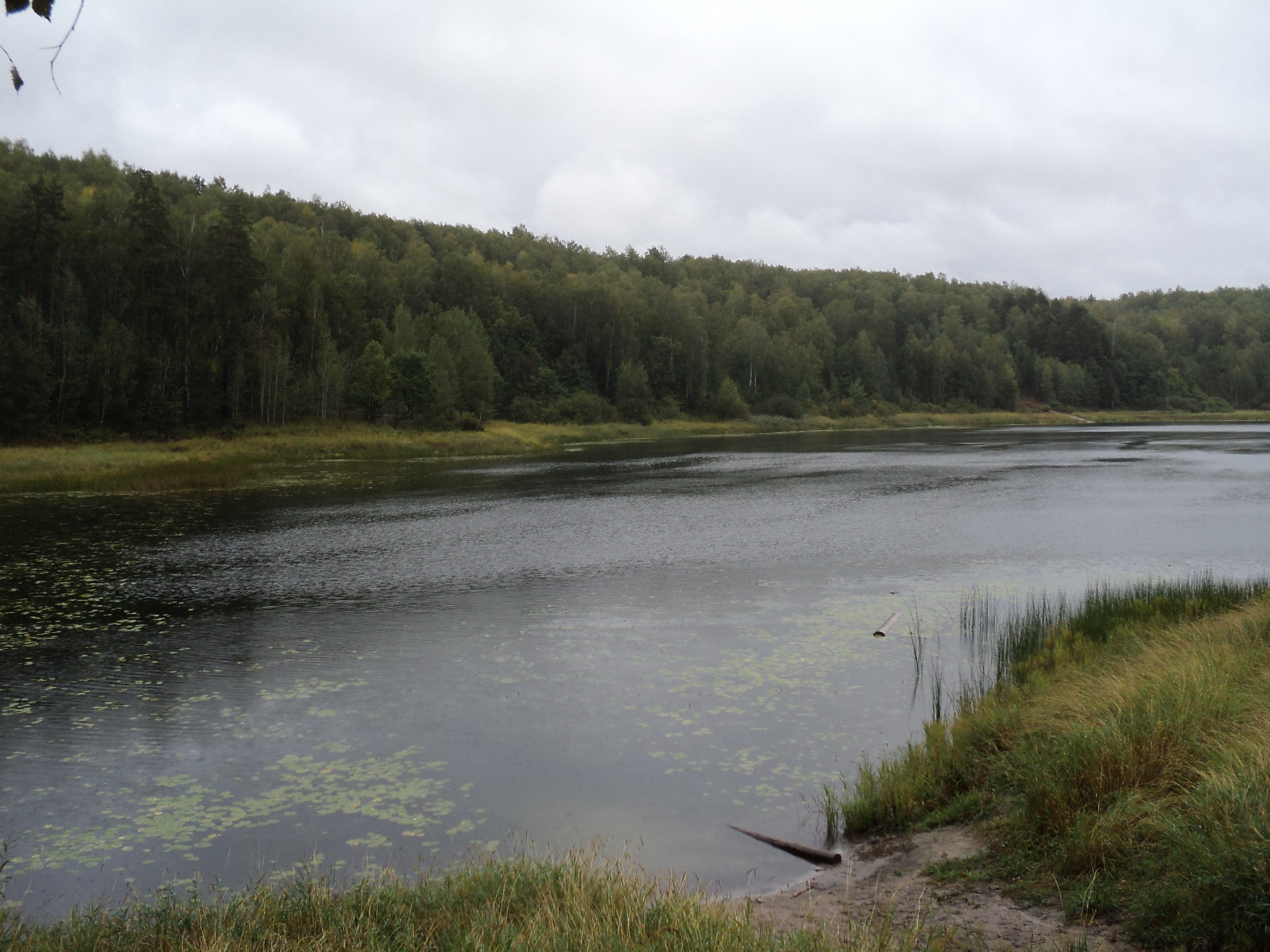

穆尚-葉爾湖（俄语：Мушан-Ер）是一座俄羅斯的湖泊，位於該國西部，由馬里埃爾共和國負責管轄，長1.16公里、寬0.22公里，該湖泊面積0.16平方公里，最大水深16米。